# Constance Mayer

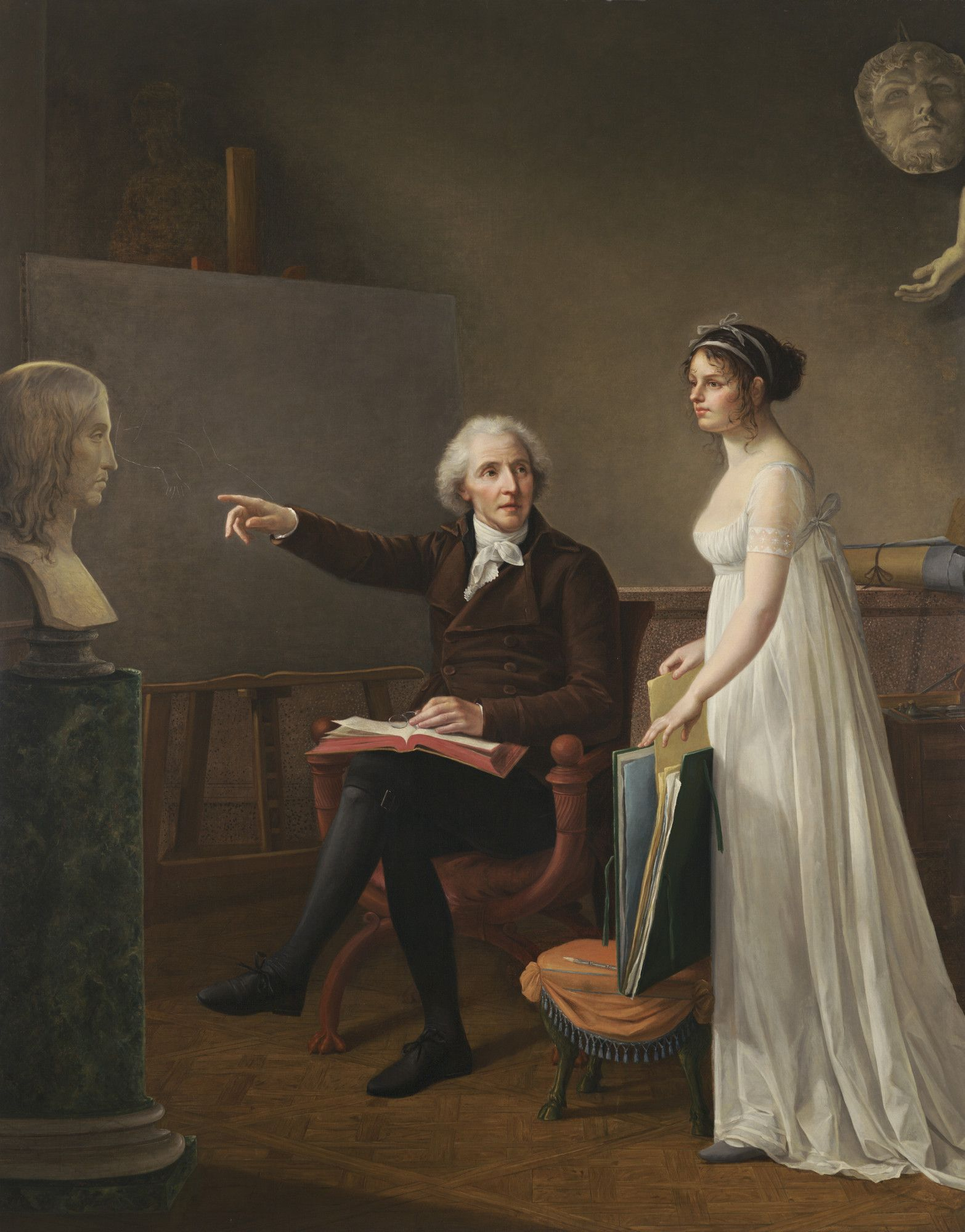
Portret ten voeten uit van een vader met zijn dochter. Zelfportret met haar vader hij wijst op een buste van Raphael en nodigt haar uit om deze beroemde schilder als model te nemen, olieverf op doek, 1801, Wadsworth Atheneum, Hartford, Connecticut

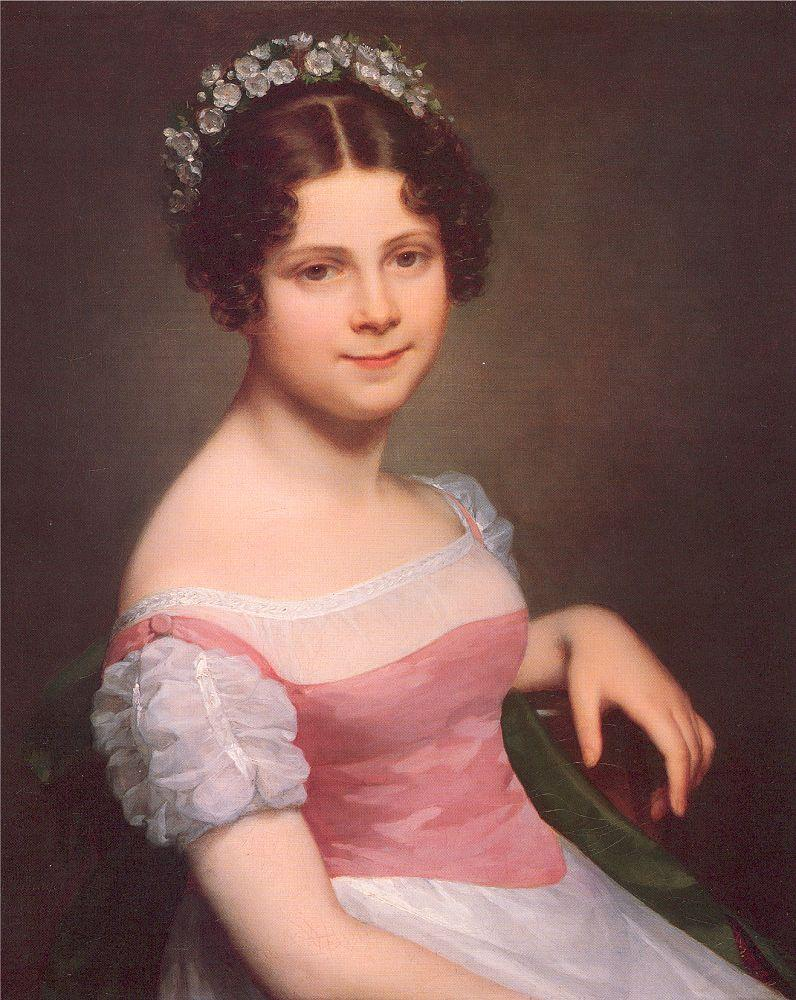
Sophie Fanny Lordon

Constance Mayer, voluit Marie-Françoise-Constance Mayer-La Martinière (Chauny, Picardië, 9 maart 1775 - Parijs, 26 mei 1821) was een Franse schilder van portretten, allegorische onderwerpen, miniaturen en genrestukken.  

## Biografie
Constance Mayer was de dochter van een functionaris bij de douane. Zij maakte de Franse revolutie mee en heeft waarschijnlijk veel ellende gezien.
Mayer schilderde als twintiger al genrestukken en portretten. Ze volgde een opleiding bij Joseph-Benoît Suvée, die een tijdlang gevangen zat tijdens de revolutie. Daarna ging ze samen met haar vriendin Jeanne-Philiberte Ledoux in de leer bij Jean-Baptiste Greuze. Ze nam een stijl aan van zachte penseelstreken en schilderde ze sentimentele scènes, net zoals haar docenten.  
Na de Terreur van de Franse Revolutie werd de Franse samenleving rustiger, en werden miniatuur- en portretschilderijen populair. Mayer schilderde portretten van vrouwen en kinderen, familietaferelen, zelfportretten en miniaturen van haar vader. Ze kende enig succes en exposeerde haar Portrait de la citoyenne Mayer présentant une esquisse du portrait de sa mère (Portret van burgeres Mayer die wijst naar een schets voor een portret van haar moeder). Daarna exposeerde ze in elke Parijse salon. In de salon van 1801 hing haar Portrait en pied d’un père et de sa fille (Portret ten voeten uit van een vader en zijn dochter; de dochter was zijzelf). Uit dit portret blijkt dat ze een sterke band had met haar vader.
Omdat zij gevoelig was voor de standpunten in haar tijd over vrouwelijke kunstenaars, liet Mayer haar werk nadrukkelijk zien als dat van een leerling van Greuze en Suvee, opdat haar werk acceptabel zou zijn voor het publiek. Ze werkte in 1801 in het atelier van Jacques-Louis David en nam onder zijn leiding een directe en eenvoudige stijl aan, maar schilderde nog steeds sentimentele scènes. 
Zij ging begin 1802 lessen nemen bij Pierre-Paul Prud'hon, maar zij hadden niet de traditionele leerling-meester verhouding. Zij waren eerder collega's en compagnons. Ze hadden beiden geëxposeerd in de salon, en eigenlijk had Mayer een betere kunstopleiding gehad dan Prud'hon. Hij stond echter bekend om zijn tekentalent en vooral om de kwaliteit van zijn composities voor ingewikkelde klassieke historiestukken. Prud'hon kreeg rond 1803 een appartement in de Sorbonne van keizer Napoleon.  
Vanaf 1804 werd haar werk sterk beïnvloed door Prud'hon. Haar schilderijen kregen ook meer waardering.   
Keizerin Josephine gaf haar opdracht voor het schilderij De slaap van Psyche, dat in de Salon van 1806 geëxposeerd werd.
In 1810 overleed haar vader, en zij accepteerde de uitnodiging van Prud'hon om bij hem in de buurt te komen wonen. Hoewel hij getrouwd was werkten ze veel samen, aten samen en kregen zowel een emotionele als een professionele band.  
Rond 1818 begon zij last te krijgen van ernstige periodes van melancholie. Drie jaar later, bij terugkomst van een vakantie met Prud'hon, hoorden ze dat zij beiden waren uitgezet. Mayer had waarschijnlijk geen andere plaats om te wonen. Prud'hon— die 5 kinderen had waar Mayer soms voor zorgde — had meermalen gezegd dat hij vrijgezel wilde blijven als zijn vrouw zou sterven.  
In mei 1821 pleegde zij zelfmoord met 'het scheermes van de kunstenaar, trok het over haar keel'  
Prud'hon organiseerde het jaar daarop een retrospectief van haar werk. Hij stierf in 1823, naar verluidt wanhopig door haar dood. Mayer en Prud'hon liggen in hetzelfde graf op de begraafplaats Père Lachaise in Parijs. 

## Na haar overlijden
Net als Pauline Auzou, Marguerite Gérard, Antoinette Haudebourt-Lescot en Marie-Denise Villers, wordt Mayer gezien als een van de succesvolle vrouwelijke kunstenaars na de Franse revolutie.  
Haar werk werd onder meer tentoongesteld door het National Museum of Women of the Arts in "An Imperial Collection: Women Artists from the State Hermitage Museum".  

## Galerij

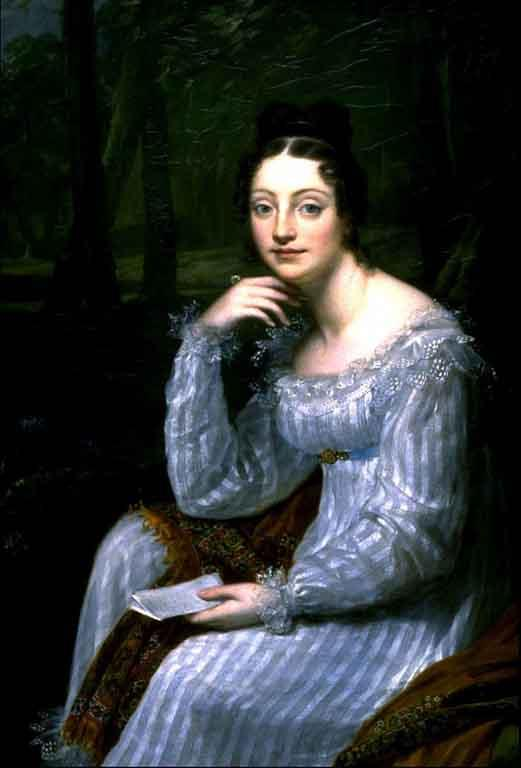
Amable Tastu, olieverf op doek, Musée de Metz, Frankrijk
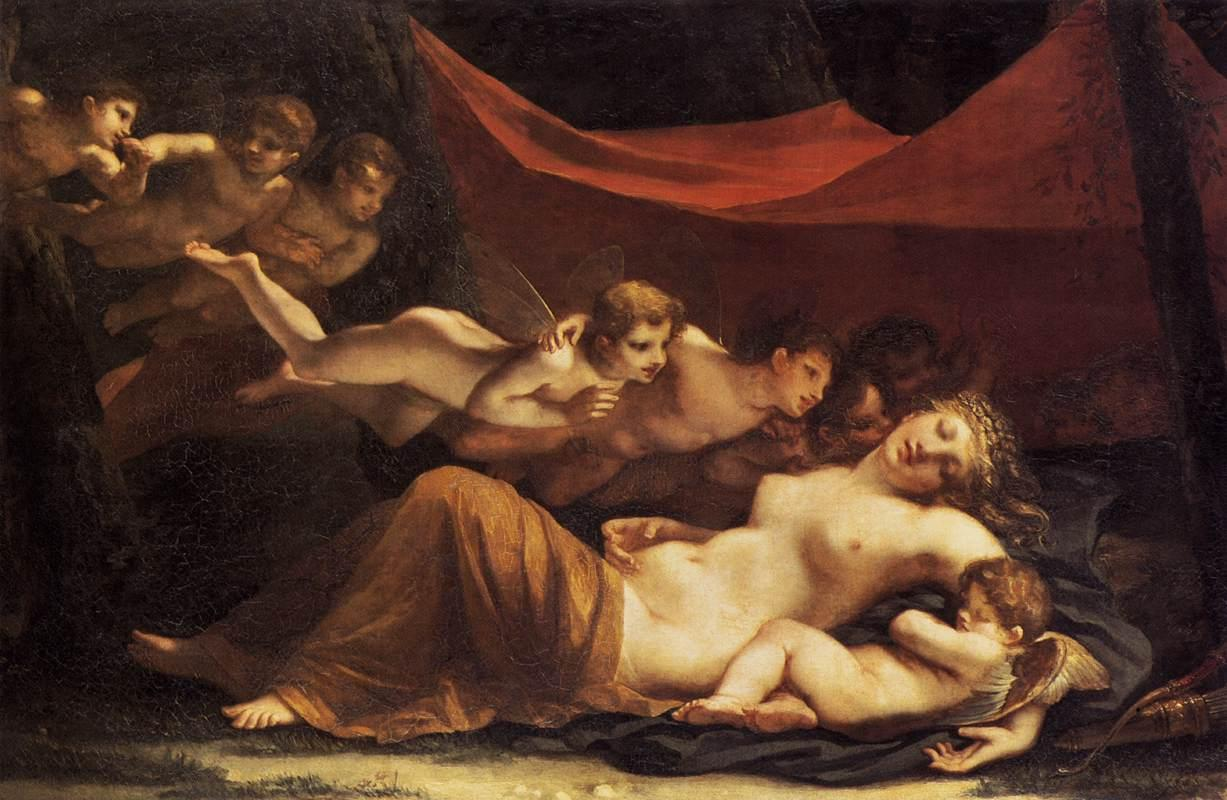
Slapende Venus en Cupido Wallace Collection, Londen
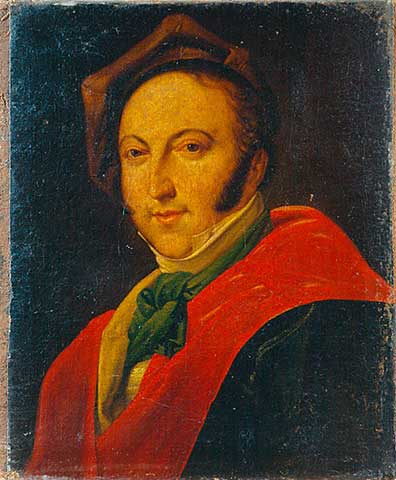
Rossini